# 拉久拉
拉久拉（Rajula），是印度古吉拉特邦Amreli县的一个城镇。总人口32393（2001年）。

## 人口
该地2001年总人口32393人，其中男性16478人，女性15915人；0—6岁人口4881人，其中男2553人，女2328人；识字率63.82%，其中男性为72.15%，女性为55.20%。